# Torre de la Vila
La Torre de la Vila és una obra de Torredembarra (Tarragonès) declarada Bé Cultural d'Interès Nacional.

## Descripció
Per un gravat de Beaulieu sabem que Torredembarra, els segles XVII-XVIII, era encara envoltada de muralles. Ara com ara, però, només se'n conserva una torre de base quadrangular d'època gòtica, l'anomenada Torre de la Vila -quadrada, amb finestra gòtica i coronada amb merlets-, recentment restaurada i alliberada de construccions adossades, i dos portals, dits de la Bassa i de Padrines, més o menys modificats. No s'exclou, tanmateix, la possibilitat de posar al descobert nous fragments del recinte

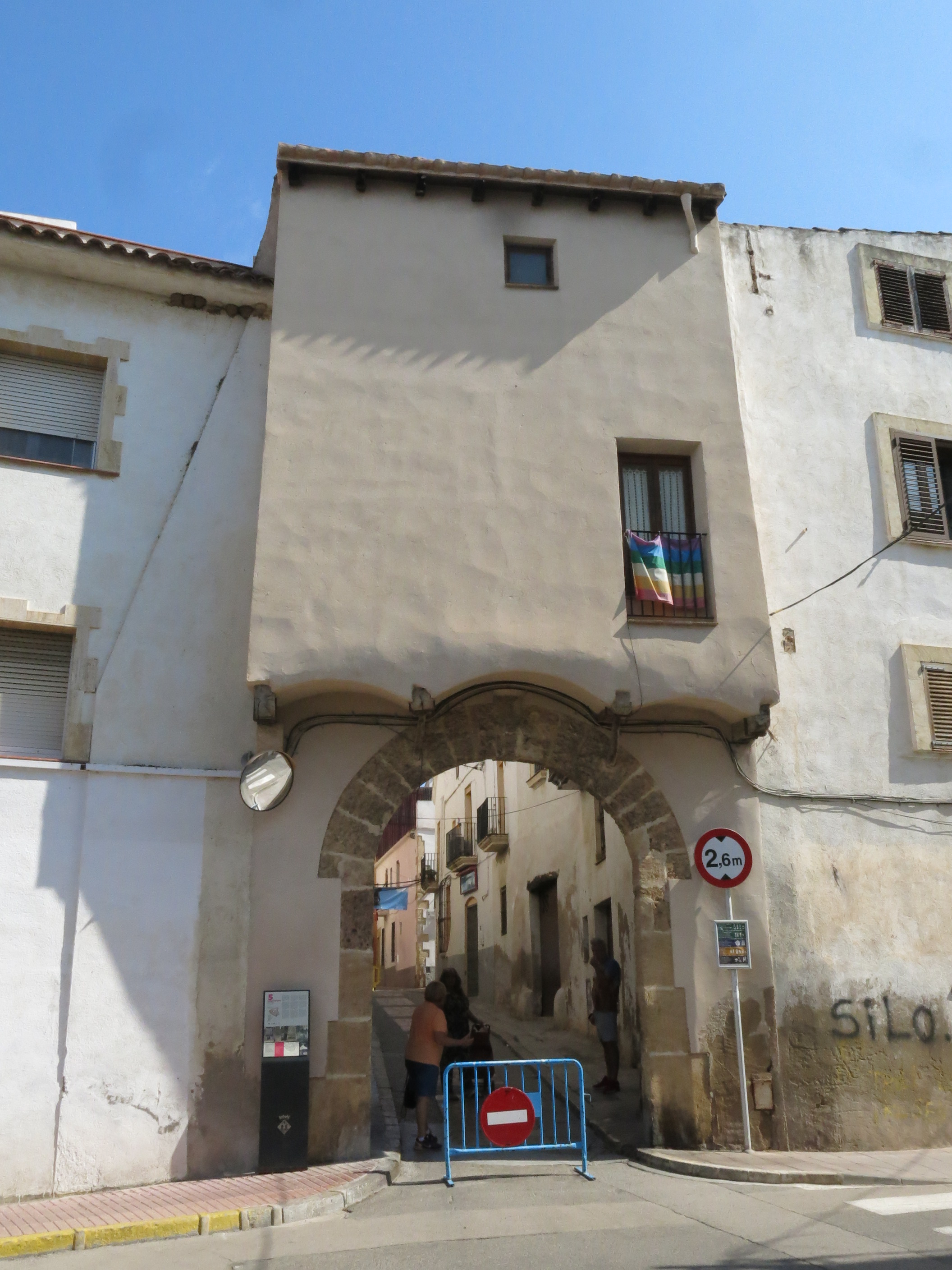
Portal de la Bassa
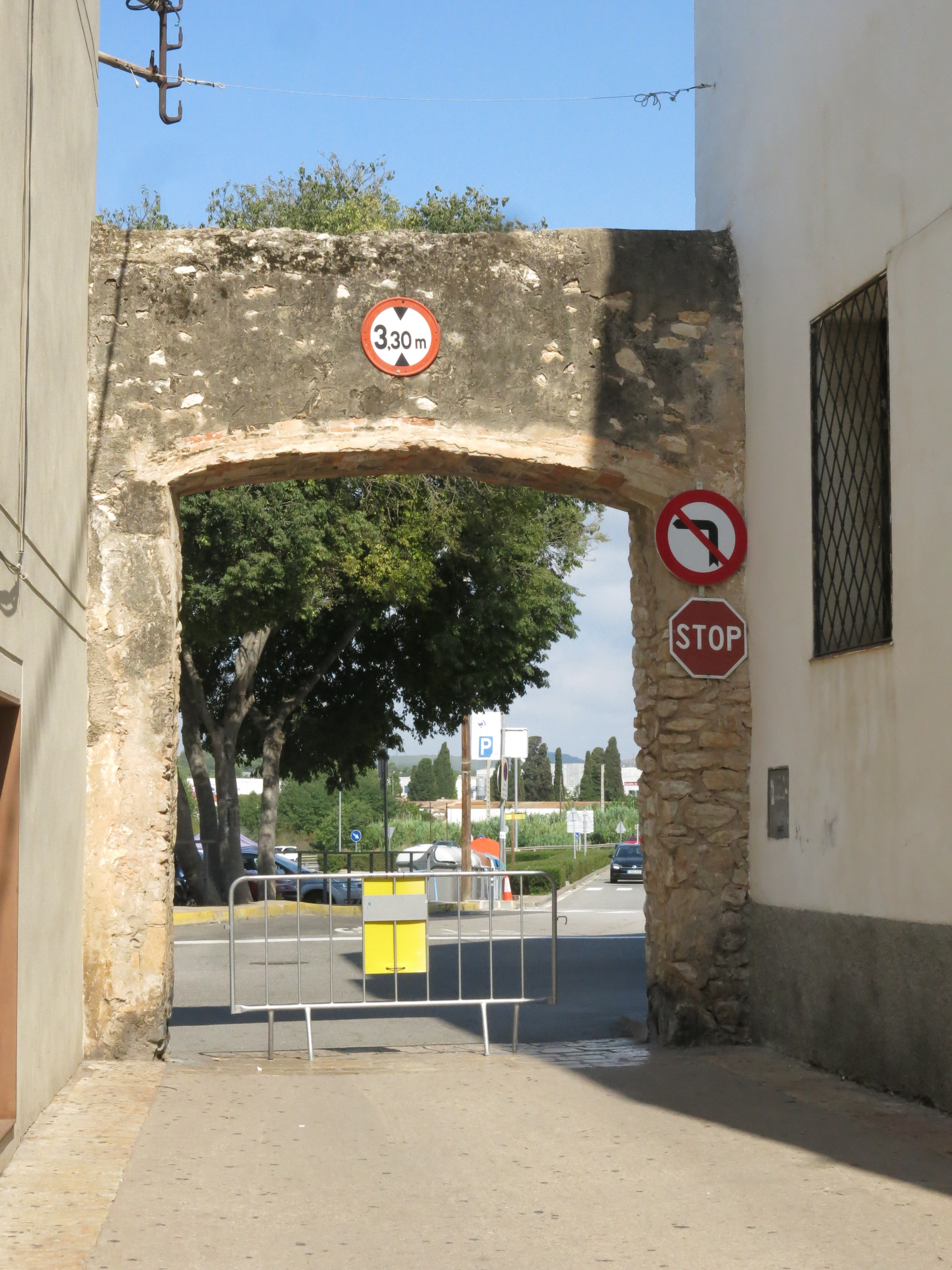
Portal de Padrines

Aquests elements són situats al nucli més antic de la població, que conserva cases dels segles XVII-XIX amb esgrafiats a la façana i l'església parroquial de Sant Pere, del segle xviii, i a tocar del Castellnou.